# 야마사키 사치야
야마사키 사치야（山崎 福也, やまさき さちや, 1992년 9월 9일~ ）는, 퍼시픽 리그의 홋카이도 닛폰햄 파이터스에 소속되어 있는 투수이다.

## 인물
전 프로야구 선수이자 현 긴키지방 프로야구 독립리그 팀 효고 블루 선더즈(兵庫ブルーサンダーズ)의 감독인 아버지 야마사키 아키히로(山崎章弘)와 2살위의 형 후쿠유키(山崎福之,세이보가쿠엔고등학교(聖望学園)→국학원대학(國學院大學)→세가사미경식야구부(セガサミー硬式野球部))의 영향을 받아 야구를 시작하였다.(*LG 트윈스의 황목치승이 프로입단 전 세가사미 소속이었다.)
도코로자와시립 코요중학교(所沢市立向陽中学校)에 재학중이던 때에 도코로자와 중앙시니어(所沢中央シニア)에 13기생으로 입단하였다.
고등학교 입학을 몇달 앞둔 중학교 3학년때, 생존률 10%의 뇌종양을 앓았으나, 수술을 받은 후 기적적으로 완치했다.
수술 후 얼마되지 않아 병실의 TV로 시청한 제80회 선발고등학교야구대회(봄의 고시원)의 개막식 입장 행진 장면을 본 뒤 기적적인 회복속도를 보였다고 알려져있다.(당시 2살위의 형 후쿠유키가 세이보가쿠엔고등학교 3학년으로 출전했었다.)
2년 후 일본대학 제 3 고등학교 3학년에 재학중이던 2010년, 에이스 투수로써 제 82회 선발고등학교야구대회(봄의 고시원)에 출장하였으며 도쿄대표 일본대학 제 3 고등학교(日本大学第三高校)는 결승에서 오키나와대표 코우난고등학교(興南高校)에게 연장 12회 접전 끝에 10:5로 패해 준우승이라는 성적을 거두었다. 이 대회에서 우수한 피칭은 물론, 타자로써도 대회 최다 안타 타이기록(13안타)을 수립하는등 투타 모두 우수한 실력을 발휘하였다.
2011년 고등학교 졸업 후 프로에 직행하지 않고, 도쿄6대학리그(東京六大学野球連盟)에 소속된 메이지대학(정치경제학부 경제학과)에 진학해 도쿄6대학리그에서 4년간 총 20승을 거두는등 메이지대학의 에이스로 활약하였다.
대학 4학년이던 2014년 오릭스 버팔로스에 드래프트 1순위로 지명되어, 2015년에 입단하였다.

## 상세정보

### 등번호
- 17 （2015년 - 2017년）
- 0 （2018년 - 2019년）
- 11 （2020년 - 2023년）
- 18 (2024년 -)

### 프로 1년차(2015년)
2015년 3월 29일 일요일 세이부 돔에서 사이타마 세이부 라이온스를 상대로 프로 첫 데뷔전을 치루었다.

기록 : 2 1/3이닝 62구 3피안타 5사구 1탈삼진 2실점